# Wiesław Jędrusik
Wiesław Leszek Jędrusik (Dąbrowa Górnicza, 27 de Novembro de 1945) é um político da Polónia. Ele foi eleito para a Sejm em 25 de Setembro de 2005 com 9761 votos em 32 no distrito de Sosnowiec, candidato pelas listas do partido Sojusz Lewicy Demokratycznej.
Ele também foi membro da Sejm 2001-2005.